# لويس جارفيس
لويس جارفيس (3 أغسطس 1857 - 16 مايو 1938) (بالإنجليزية: Lewis Jarvis)‏ هو لاعب كريكت بريطاني (وحمل سابقاً جنسية المملكة المتحدة لبريطانيا العظمى وأيرلندا).